# El club de los insomnes
El club de los insomnes es una película dramática mexicana de 2018 dirigida y escrita por Joseduardo Giordano y Sergio Goyri Jr. La película se estrenó el 15 de junio de 2018, y está protagonizada por Alejandra Ambrosi, Cassandra Ciangherotti y Leonardo Ortizgris. La trama gira en torno a una amistad entre un hombre que sufre de insomnio, una aspirante a fotógrafa y una mujer que no está segura de su embarazo. Se reúnen todas las noches en un mini-mart. La película está disponible para su transmisión en todo el mundo en Netflix el 30 de noviembre de 2018.

## Reparto
- Alejandra Ambrosi como Estela
- Cassandra Ciangherotti como Danny
- Leonardo Ortizgris como Santiago
- Fernando Becerril como Gutiérrez
- Humberto Busto como Compañero
- Alexandra de la Mora como Andrea
- Mónica Dionne como Alejandra
- Fernando Luján como Hombre Lobo
- Marco Méndez como El Diablo
- Luis Rosales como Carlos
- Joshua Okamoto como Duende